# Hamadan (Provinz)
Hamadan (persisch استان همدان, DMG Ostān-e Hamedān, auch Ostān-e Hamadān) ist eine Provinz im Nordwesten Irans. Die Hauptstadt heißt ebenfalls Hamadan.
In der Provinz leben 1.738.234 Menschen (Volkszählung 2016). Die Fläche der Provinz erstreckt sich auf 19.368 Quadratkilometer. Die Bevölkerungsdichte beträgt 88 Einwohner pro Quadratkilometer.

## Geographie
Hamadan liegt im nordwestlichen Teil Irans. Neben der Stadt Hamadan befinden sich die Städte Twiserkan, Nehawand, Malayer, Asadabad, Bahar, Razan und Kabudrahang in der Provinz.
Die Bevölkerung setzt sich aus verschiedenen ethnischen Gruppen zusammen, unter anderem Kurden, Luren, Perser sowie Aserbaidschaner.

## Verwaltungsgliederung
Aufgelistet sind die Landkreise mit Fläche und Einwohner (Volkszählung 2016):
| Name        | Fläche in km² | Einwohnerzahl |
| ----------- | ------------- | ------------- |
| Asadabad    | 1.161         | 100.901       |
| Bahar       | 1.321         | 119.082       |
| Famenin     | 1.374         | 39.359        |
| Hamadan     | 2.775         | 676.105       |
| Kabudrahang | 3.855         | 126.062       |
| Malayer     | 3.301         | 288.685       |
| Nehawand    | 1.487         | 178.787       |
| Razan       | 2.548         | 107.587       |
| Twiserkan   | 1.458         | 101.666       |
| Gesamt      | 19.545        | 1.738.234     |

## Geschichte

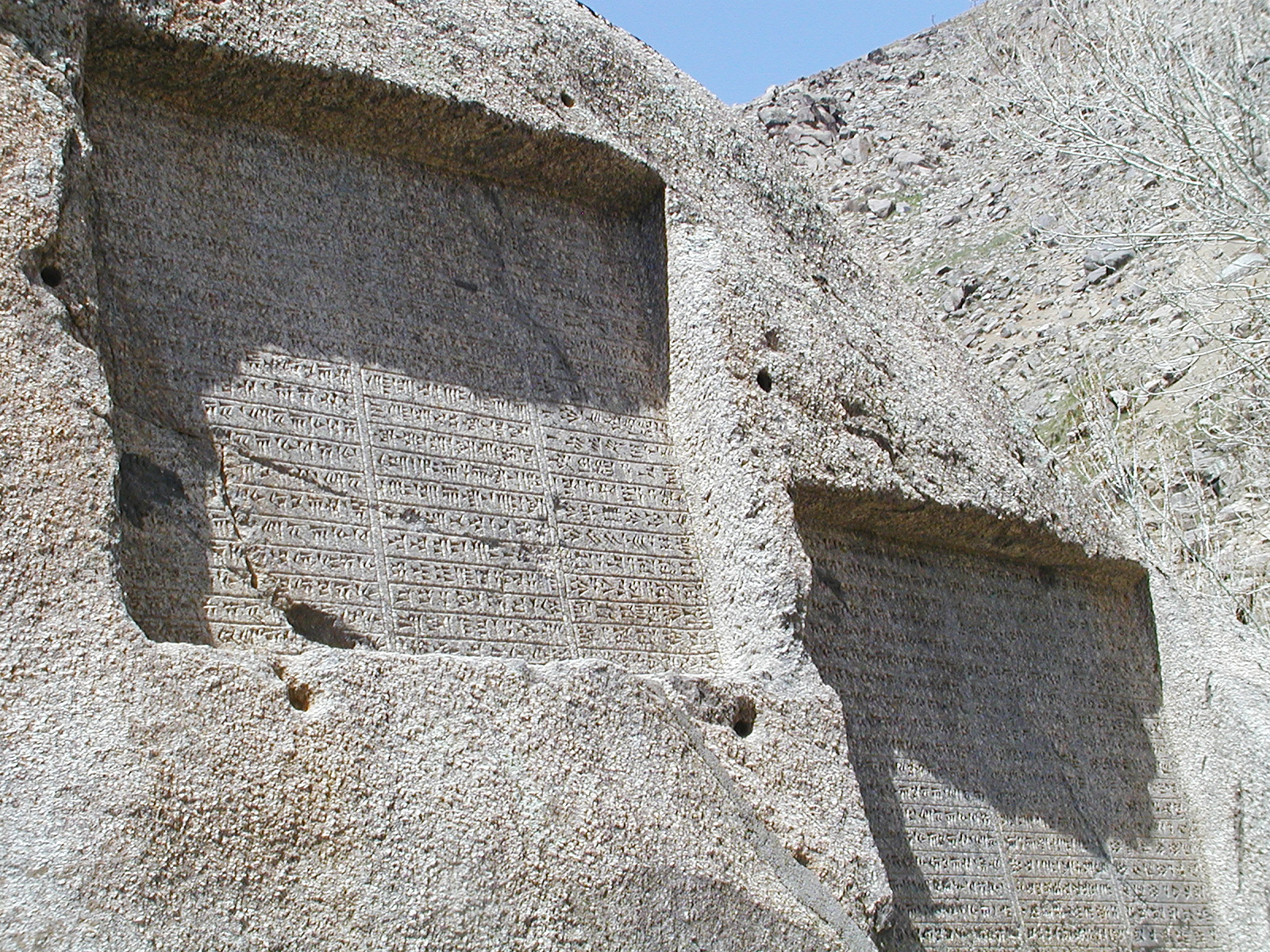
Achämenidisches Relief in Gandschnāme

In neuassyrischer Zeit gehörte Hamadan zum Königreich der Mannäer. Auch die Hauptstadt der Meder, Ekbatana, liegt bei dem heutigen Hamadan. Nach den Medern und Persern beherrschten die Makedonen Hamadan. Nach der Gründung des Partherreiches wurde die Stadt zur Sommerresidenz der parthischen Könige. Auch die Sassaniden benutzten die Stadt als Residenz. Im Jahre 642 fand in der Schlacht bei Nehawand die entscheidende Niederlage der Sassaniden gegen die eindringenden Araber statt. Mit der Niederlage der Sassaniden begann die Islamisierung Irans.
Nach den arabischen Kalifen beherrschten die Buyiden diese Gegend. Im 11. Jahrhundert machten die Seldschuken Hamadan anstelle von Bagdad zu ihrer Hauptstadt. Hamadan wurde unter Timur zerstört. Als das Safawidenreich gegründet wurde, erlebte die Region einen Aufschwung. Die Osmanen, die ewigen Rivalen der Safawiden, eroberten im 18. Jahrhundert die Gegend. Allerdings mussten sie sich nach einer Niederlage gegen Nader Schah wieder zurückziehen. Seitdem blieb Hamadan im Besitz der Perser. Bedeutung erlangte die Region auch durch ihre Lage an der Seidenstraße.

## Sehenswürdigkeiten

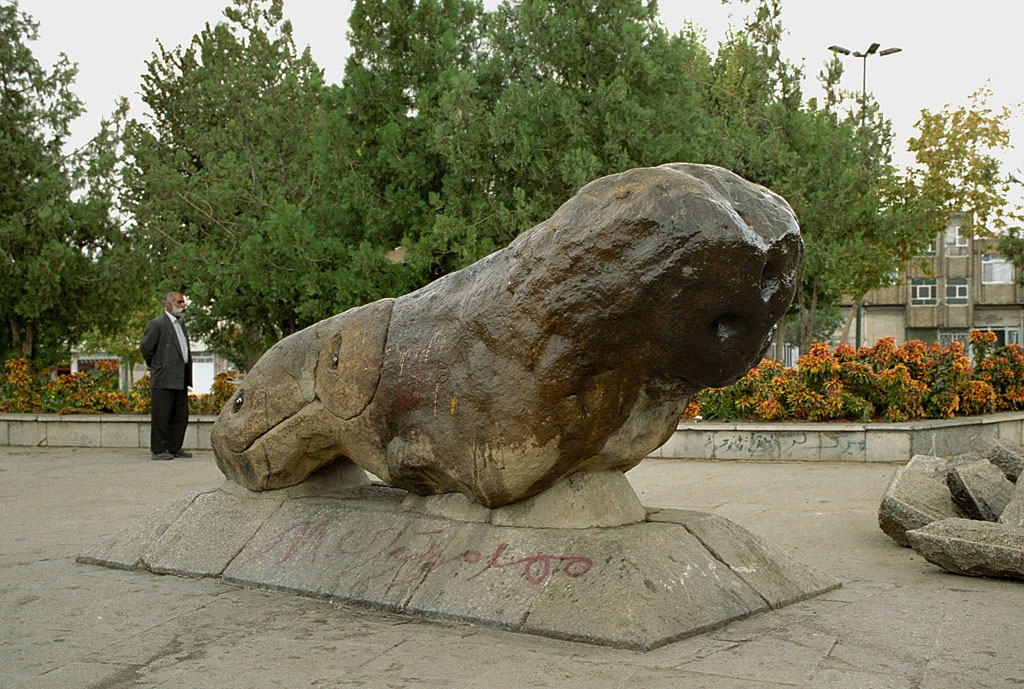
Steinlöwe von Hamadan

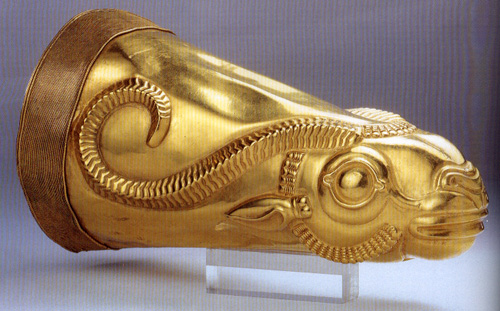
Goldenes Rhyton aus achämenidischer Zeit – heute im Iranischen Nationalmuseum Teheran

Die Iranische Kulturerbe-Organisation (ICHO) verzeichnet in der Provinz 442 Orte von historischer und kultureller Bedeutung. Unter anderem folgende Orte zählen dazu:
- Grab des Poeten Baba Taher
- Gandschnāme-Inschriften von Dareios I. „der Große“ und Xerxes I.
- Grab von Esther und Mordechai
- Höhle Ali Sadr (Ardeles)
- Grab von Avicenna
- Wasserfall in Gandschnāme
- Steinlöwe von Hamadan
- Qorban-Gebäude
- Grab des Alavian
- Eram-Park
- Ekbatana, Hauptstadt des Mederreiches
- Imam (Pahlavi)-Platz
- Alvand-Gebirge
- Großer Basar von Mozafarieh

## Hochschulen
- Universität Bu-Ali Sina
- Universität der Medizinwissenschaften von Hamdan
- Islamische Azad-Universität von Hamedan
- Payam-Nur-Universität von Hamedan
- Hamedan-Universität der Technology
- Payam-Nur-Universität von Bahar
- Payam-Nur-Universität von Kabutar Ahang
- Payam-Nur-Universität von Malayer
- Payam-Nur-Universität von Toyserkan
- Islamische Azad-Universität Toyserkan
- Islamische Azad-Universität von Malayer
- Payam-Nur-Universität von Razan